# Acosmium praeclarum
Acosmium praeclarum là một loài thực vật có hoa trong họ Đậu. Loài này được (Sandwith) Yakovlev miêu tả khoa học đầu tiên.